# Tour du Danemark
Le Tour du Danemark (PostNord Danmark Rundt-Tour of Denmark) est une course cycliste par étapes danoise créée en 1985.
Il se déroule en août et fait partie de l'UCI Europe Tour de 2005 à 2019. En 2020, il intègre l'UCI ProSeries, le deuxième niveau du cyclisme international. Il est organisé par l'Union cycliste danoise et est sponsorisé par la compagnie postière nationale Post Danmark.

## Palmarès
| Année                        | Vainqueur               | Deuxième                | Troisième               |                  |
| ---------------------------- | ----------------------- | ----------------------- | ----------------------- | ---------------- |
| 1985                         | Moreno Argentin         | Kim Andersen            | Etienne De Wilde        |                  |
| 1986                         | Jesper Worre            | Jørgen Vagn Pedersen    | Jelle Nijdam            |                  |
| 1987                         | Kim Andersen            | Rolf Sørensen           | Søren Lilholt           |                  |
| 1988                         | Phil Anderson           | Rolf Sørensen           | Søren Lilholt           |                  |
| 1989-1994 Pas de compétition |                         |                         |                         |                  |
| 1995                         | Bjarne Riis             | Bo Hamburger            | Kaspars Ozers           |                  |
| 1996                         | Fabrizio Guidi          | Rolf Sørensen           | Bjarne Riis             |                  |
| 1997                         | Servais Knaven          | Peter Meinert-Nielsen   | Jesper Skibby           |                  |
| 1998                         | Marc Streel             | Rolf Sørensen           | Peter Meinert-Nielsen   |                  |
| 1999                         | Tyler Hamilton          | Rolf Sørensen           | Martin Hvastija         |                  |
| 2000                         | Rolf Sørensen           | Andreas Klöden          | Stéphane Barthe         |                  |
| 2001                         | David Millar            | Jaan Kirsipuu           | Daniele Nardello        |                  |
| 2002                         | Jakob Piil              | Kurt Asle Arvesen       | László Bodrogi          |                  |
| 2003                         | Sebastian Lang          | Jurgen Van Goolen       | Laurent Brochard        |                  |
| 2004                         | Kurt Asle Arvesen       | Jens Voigt              | Stuart O'Grady          |                  |
| 2005                         | Ivan Basso              | Kurt Asle Arvesen       | Rory Sutherland         |                  |
| 2006                         | Fabian Cancellara       | Stuart O'Grady          | Thomas Ziegler          |                  |
| 2007                         | Kurt Asle Arvesen       | Enrico Gasparotto       | Matti Breschel          |                  |
| 2008                         | Jakob Fuglsang          | Steve Cummings          | Tom Stamsnijder         |                  |
| 2009                         | Jakob Fuglsang          | Maurizio Biondo         | Roger Hammond           |                  |
| 2010                         | Jakob Fuglsang          | Svein Tuft              | Matthew Busche          |                  |
| 2011                         | Simon Gerrans           | Daniele Bennati         | Michael Mørkøv          |                  |
| 2012                         | Lieuwe Westra           | Ramūnas Navardauskas    | Manuele Boaro           |                  |
| 2013                         | Wilco Kelderman         | Lars Bak                | Matti Breschel          |                  |
| 2014                         | Michael Valgren         | Lars Bak                | Manuele Boaro           |                  |
| 2015                         | Christopher Juul Jensen | Lars Bak                | Marco Marcato           |                  |
| 2016                         | Michael Valgren         | Magnus Cort Nielsen     | Mads Würtz Schmidt      |                  |
| 2017                         | Mads Pedersen           | Michael Valgren         | Casper Pedersen         |                  |
| 2018                         | Wout van Aert           | Rasmus Christian Quaade | Lasse Norman Leth       |                  |
| 2019                         | Niklas Larsen           | Jonas Vingegaard        | Rasmus Christian Quaade |                  |
| 2020                         | annulé/abandonné        | annulé/abandonné        | annulé/abandonné        | annulé/abandonné |
| 2021                         | Remco Evenepoel         | Mads Pedersen           | Mike Teunissen          |                  |
| 2022                         | Christophe Laporte      | Magnus Sheffield        | Mattias Skjelmose       |                  |
| 2023                         | Mads Pedersen           | Mattias Skjelmose       | Magnus Cort Nielsen     |                  |
| 2024                         | Arnaud De Lie           | Magnus Cort Nielsen     | Anders Foldager         |                  |
| 2025                         | Mads Pedersen           | Jakob Söderqvist        | Niklas Larsen           |                  |
| 2026                         |                         |                         |                         |                  |

### Classements annexes
| Année                                                       | Points                  | Montagne              | Meilleur jeune       |
| ----------------------------------------------------------- | ----------------------- | --------------------- | -------------------- |
| 1985                                                        | Jørgen Vagn Pedersen    | n/a                   | Francesco Rossignoli |
| 1986                                                        | Rolf Sørensen           | Johan Capiot          | Jelle Nijdam         |
| 1987                                                        | Søren Lilholt           | Peter Harings         | Rolf Sørensen        |
| 1988                                                        | Rolf Sørensen           | Jan van Wijk          | Rolf Sørensen        |
| Pas de compétition de 1989 à 1994                           |                         |                       |                      |
| 1995                                                        | Bo Hamburger            | n/a                   | n/a                  |
| 1996                                                        | Fabrizio Guidi          | n/a                   | n/a                  |
| 1997                                                        | Juris Silovs            | n/a                   | n/a                  |
| 1998                                                        | Alberto Ongarato        | Paolo Bettini         | n/a                  |
| 1999                                                        | Nicola Loda             | Alessandro Petacchi   | n/a                  |
| 2000                                                        | Marco Zanotti           | Luca Paolini          | Andreas Klöden       |
| 2001                                                        | Jaan Kirsipuu           | Paolo Valoti          | David Millar         |
| 2002                                                        | Olaf Pollack            | Innar Mandoja         | Stefan Adamsson      |
| 2003                                                        | Yuriy Metlushenko       | Daniele Contrini      | Sebastian Lang       |
| 2004                                                        | Stuart O'Grady          | Jacob Moe Rasmussen   | Brian Vandborg       |
| 2005                                                        | Ivan Basso              | Martin Müller         | André Greipel        |
| 2006                                                        | Stuart O'Grady          | Aart Vierhouten       | Fabian Cancellara    |
| 2007                                                        | Mark Cavendish          | Jacob Moe Rasmussen   | Enrico Gasparotto    |
| 2008                                                        | Matti Breschel          | Kristoffer Nielsen    | Jakob Fuglsang       |
| 2009                                                        | Matti Breschel          | Troels Vinther        | Rasmus Guldhammer    |
| 2010                                                        | Matti Breschel          | Michael Reihs         | Rasmus Guldhammer    |
| 2011                                                        | Daniele Bennati         | Michael Reihs         | Jérôme Cousin        |
| 2012                                                        | Alexander Kristoff      | Nikola Aistrup        | Wilco Kelderman      |
| 2013                                                        | Wilco Kelderman         | Martin Mortensen      | Wilco Kelderman      |
| 2014                                                        | Alexey Lutsenko         | John Murphy           | Michael Valgren      |
| Année                                                       | Points                  | Montagne              | Meilleur jeune       |
| 2015                                                        | Christopher Juul Jensen | Lars Bak              | Marco Marcato        |
| Année                                                       | Points                  | Montagne              | Meilleur jeune       |
| 2016                                                        | Daniele Bennati         | Aimé De Gendt         | Mads Würtz Schmidt   |
| 2017                                                        | Mads Pedersen           | Nicolai Brøchner      | Mads Pedersen        |
| 2018                                                        | Tim Merlier             | Nicolai Brøchner      | Julius Johansen      |
| 2019                                                        | Jasper De Buyst         | Fridtjof Røinås       | Niklas Larsen        |
| 2020 : Épreuve annulée en raison de la pandémie de Covid-19 |                         |                       |                      |
| 2021                                                        | Mads Pedersen           | Rasmus Bøgh Wallin    | Remco Evenepoel      |
| 2022                                                        | Christophe Laporte      | Rasmus Bøgh Wallin    | Magnus Sheffield     |
| 2023                                                        | Mads Pedersen           | Nicklas Amdi Pedersen | Logan Currie         |
| 2024                                                        | Tobias Lund Andresen    | Kristian Egholm       | Arnaud De Lie        |
| 2025                                                        | Mads Pedersen           | Marius Innhaug Dahl   | Jakob Söderqvist     |